# Cappadocië
Cappadocië (ook wel Kappadocië of Kappadokië; Turks: Kapadokya; Grieks: Καππαδοκία, Kappadokía; Latijn: Cappadocia; Armeens: Գամիրք / Կապադովկիա, Gamirq / Kapadovkia) is een landstreek ten zuiden van de steppe in de Turkse regio's Centraal-Anatolië en Oost-Anatolië. Het gebied staat op de werelderfgoedlijst van UNESCO en wordt deels beschermd door het Nationaal park Göreme.
Het gebied heeft een oppervlakte van 2000 km² en ligt tussen de rivieren de Eufraat en de Halys (Kızılırmak). De hoogste top in het gebied is de vulkaan Erciyes Dağı (3917 meter). Daarnaast bevinden zich in het gebied nog twee andere vulkanen: de Hasan Dağı en de Melendiz Dağı. De belangrijkste en grootste steden in dit gebied van Midden-Turkije zijn Nevsehir, Kirsehir, Aksaray, Nigde en Kayseri.
Ten tijde van het Romeinse Rijk was Cappadocia een Romeinse provincie, die in het oosten grensde aan Armenië en daar ook een tijd deel van uitmaakte. In het zuiden grensde ze aan Mesopotamië, Syrië en Cilicia, in het westen aan Galatia en in het noorden aan Pontus. Het oosten is bergachtig en vulkanisch, in het westen is Cappadocië vlak met veelal plateaus.

## Geologie
Cappadocië bestaat uit enerzijds een tufsteenlandschap, ontstaan door uitbarstingen van vulkanen, en anderzijds kalksteen waarin karstverschijnselen te zien zijn. Door langzame verwering en de verschillende gesteentetypen die elk anders en met een andere snelheid eroderen, is een bijzonder eigenaardig en grillig landschap ontstaan. In de karstgrotten zijn in de loop der tijd kerken gebouwd.
Door de platentektoniek sloot de Tethysoceaan zich geleidelijk doordat het Afrikaanse continent richting Eurazië bewoog. Kleine stukjes continent dreven voorop, waaronder Italië en Turkije. De daadwerkelijke botsing van Europa en Azië, zo'n 60 miljoen jaar geleden, was het startsein voor de Alpiene orogenese. Deze zorgde voor tal van erupties en vulkanische neerslag, die op de grote uitbarsting volgden. Dit alles hield vele duizenden jaren aan. De vulkanische neerslag van onder andere de stratovulkaan Hasan Dağı daalde neer en klitte samen tot tufsteen. Bij sommige uitbarstingen was er sprake van lava die uit de vulkaan vloeide. Deze lava stolde tot hardere puimsteen.
In de miljoenen jaren daarna sleten de extremen van het landklimaat en de rivier de Halys (Kızılırmak) het plateau uit. De vorming van de typische tufsteenkegels kwam grotendeels door harde stukken lava die oorspronkelijk in de enorme `tufsteenkoek' lagen. Door erosie kwamen ze bloot te liggen, waarna wind en water minder invloed hadden op het onderliggende tufsteen. Op plaatsen waar deze harde stenen in de tufsteenkoek ontbraken, vormden zich tafelformaties, waarin rivieren diepe ravijnen uitsleten. Al in de prehistorie werd dit gestolde lava gewonnen en werden de markante tufsteenkegels uitgehakt tot woningen. Vanaf deze tijd tot de jaren 1950, toen op last van de regering deze holwoningen verlaten werden, woonden hier mensen. Vandaag de dag zien sommige rotswanden en kegels er dan ook uit als gatenkaas.

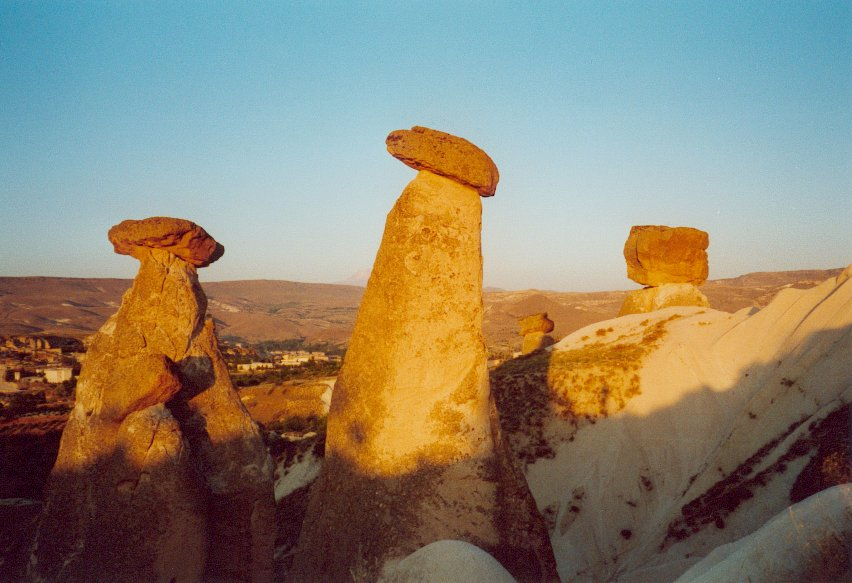
Tufsteenkegels in Cappadocië
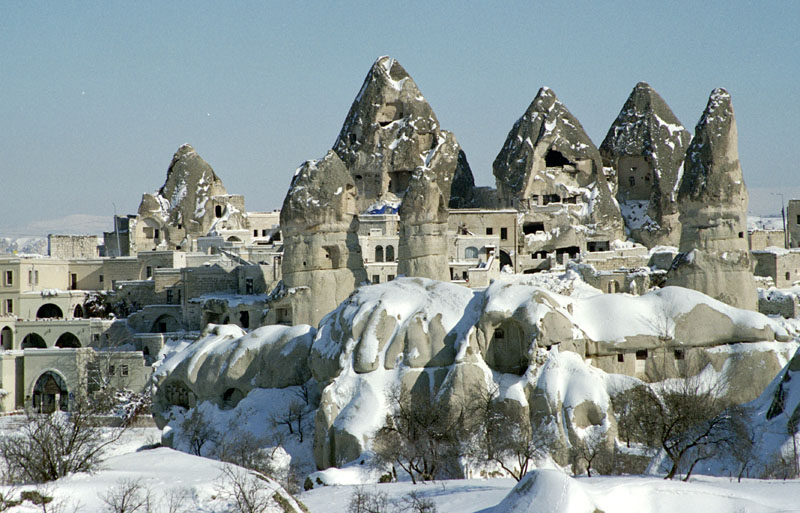
Grotwoningen en moderne huizen
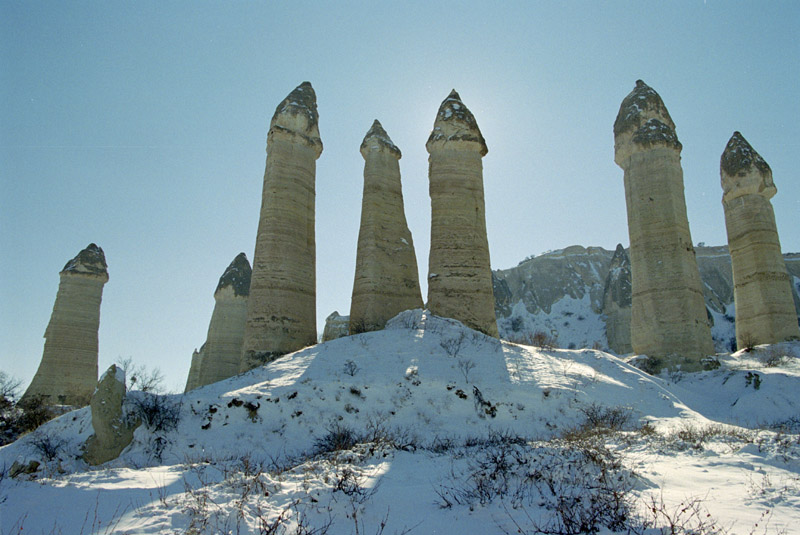
'Feeënschoorstenen'
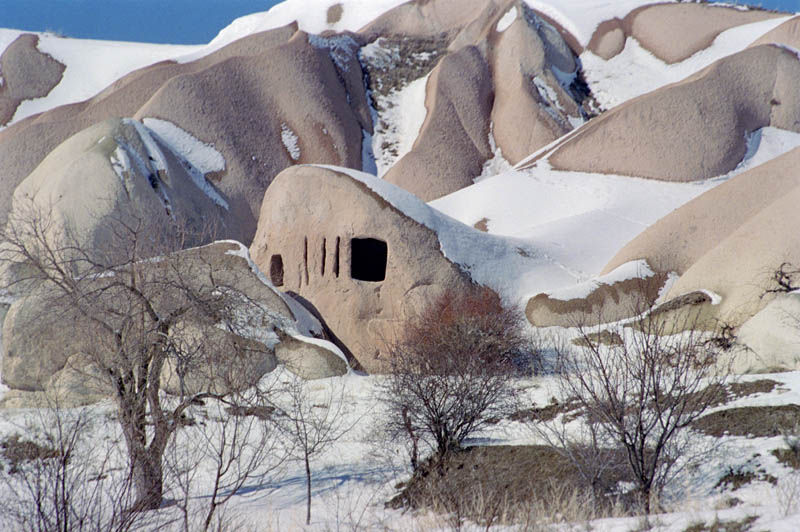
Grotwoning
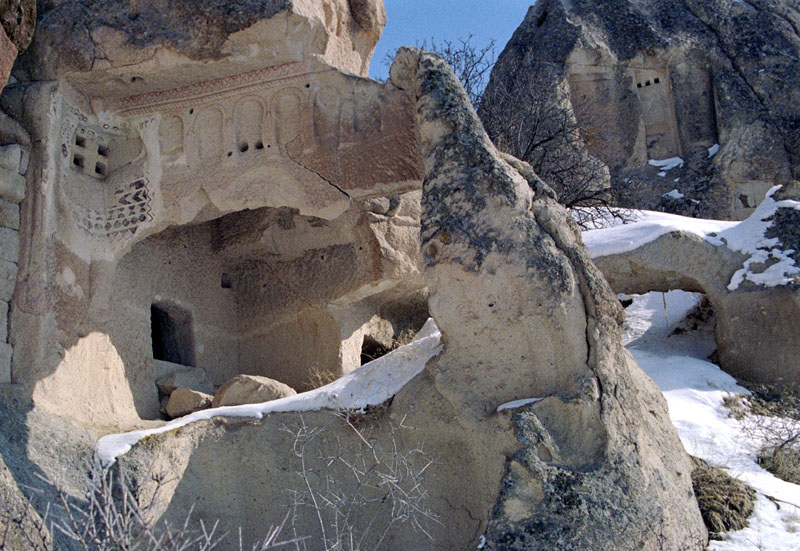
Vervallen grotwoningen en kerken

## Geschiedenis

### Voor de Romeinse komst
Cappadocië was de bakermat van het volk van de Hettieten en tijdens het Oud-Hettitische Rijk zal de hoofdstad, Hattusa, in Cappadocië gelegen zijn. Maar de Hettieten moesten in 1200 v.Chr. na hun ondergang plaatsmaken voor de Phrygiërs, die Hattusa in brand staken en daarmee een eind maakten aan de Hettitische overheersing in Cappadocië. Nog later kwamen de Cimmeriërs. Na deze twee heerschappijen begon dan Perzië eveneens met een expansie, waardoor Cappadocië onder Perzisch bewind kwam, van de 6de tot de 4de eeuw voor Christus. Uit die tijd dateert de oudste vermelding van de naam Cappadocië: in Oud-Perzische inscripties komt de naam Katpatuka voor.
Onder het Perzisch gezag genoot Cappadocië een grote zelfstandigheid en culturele vrijheid. Zo mocht het bijvoorbeeld de vuurgod, die de vulkanen in toom moest houden, blijven eren, en ook mochten ze hun eigen architecturale stijlen behouden. In de 4de eeuw voor Christus was het tijd voor Alexander de Grote om zijn grote intrede op het Aziatische continent te maken. Cappadocië bleef hiervan niet gespaard en werd bij het Hellenistische Rijk ingelijfd. Alexander heeft echter nooit in Cappadocië verbleven, waardoor het weer een zekere vrijheid kon behouden. Toen het Hellenistische Rijk in 323 v.Chr., na de dood van Alexander, onder de diadochen werd verdeeld kwam Cappadocië onder het vorstengeslacht van Ariarathes. Dit geslacht regeerde van 323 tot 93 v.Chr..

### Romeinen
Na de Slag bij Magnesia 190 v.Chr. schaarde Cappadocië zich aan de zijde van de Romeinen. Tijdens de Derde Macedonische Oorlog steunde Ariarathes IV Rome in de strijd tegen Perseus van Macedonië. Attalus III van Pergamon schonk in 133 v.Chr. zijn koninkrijk aan Rome. De omringende landen dachten het land in te palmen en een regioconflict was geboren, beginnende met Aristonicus van Pergamum. Na de dood van Ariarathes VI eiste Nicomedes III van Bithynië, die getrouwd was met zijn dochter Nysa, de troon op. Mithridates VI van Pontus, de oom van Nysa, vond dat hij evenveel recht had. Beide partijen vroegen het oordeel van Rome. Rome besliste dat ze Cappadocië moesten verlaten en zetten hun eigen stroman, Ariobarzanes I op de troon. Het regionale conflict mondde uiteindelijk uit in de Mithridatische oorlogen (89-63), die gewonnen werden door de Romeinen.
Weer begon Cappadocië aan zijn politiek om in een goed blaadje te staan bij de Romeinen. De burgeroorlog tussen Julius Caesar en Pompeius brak uit en Cappadocië steunde Pompeius. Nadat deze bij de Slag bij Pharsalus was verslagen, kozen ze partij voor Caesar. Na diens dood sloten ze zich aan bij zijn moordenaars Brutus en Cassius die het Oosten bestuurden, maar wanneer deze een nederlaag lijden tegen Marcus Antonius en Octavianus steunen ze Marcus Antonius. Deze werd echter bij Actium verslagen door Octavianus en Cappadocië sloot zich aan bij Octavianus. Zo konden ze lange tijd hun autonomie waarborgen. Wel kwam er een einde aan de dynastie van Ariobarzanes. Archelaüs van Cappadocië werd de nieuwe koning, een vazalkoning onder de Romeinen.

### Onder Romeins gezag
In 17 n.Chr. werd Cappadocië dan toch een provincie van het Romeinse Rijk door Tiberius. De provincie was vredig en kalm maar van kapitaal belang op militair gebied. Ze vormde de grens tussen het Rijk en de oostelijke vijanden. Er werden drie legioenen gevestigd: Legio XII Fulminata nabij Melitene die zich spoedig bij de eerste christenbeweging aansloot; Legio XV Apollinaris nabij Satala, aan de grens bij Armenia, en tot slot Legio XVI Flamia Firma nabij Samosata aan de grens van Mesopotamië en de Eufraat. Daarbij kwam nog dat Cappadocië beschikte over de enige militaire haven van de Zwarte Zee, in de stad Trapezus. Hierdoor kwam het dat de provincie niet bestuurd werd door een gouverneur, maar door de legaten, bevelhebbers van de legioenen.
Cappadocië stond bekend om zijn zilver- en tinmijnen en voorzag het imperium voor de rest ook van graan, graniet, wierook, ivoor, papyrus, katoen en hout. Tot in de Renaissance werd er sinopia gedolven, een rood pigment dat met name voor de onderschildering van fresco's werd gebruikt. Deze stof werd geëxporteerd via de haven in Sinope.
Ook in het Byzantijnse Rijk bleef Cappadocië dit militaire en economische belang behouden.

## Video
- Video van Cappadocië